# Alpakesiopsis ghaffarii
Alpakesiopsis ghaffarii är en svampart som beskrevs av Abbas, B. Sutton & Al. Abbas 2003. Alpakesiopsis ghaffarii ingår i släktet Alpakesiopsis, divisionen sporsäcksvampar och riket svampar.   Inga underarter finns listade i Catalogue of Life.